# Atlétika

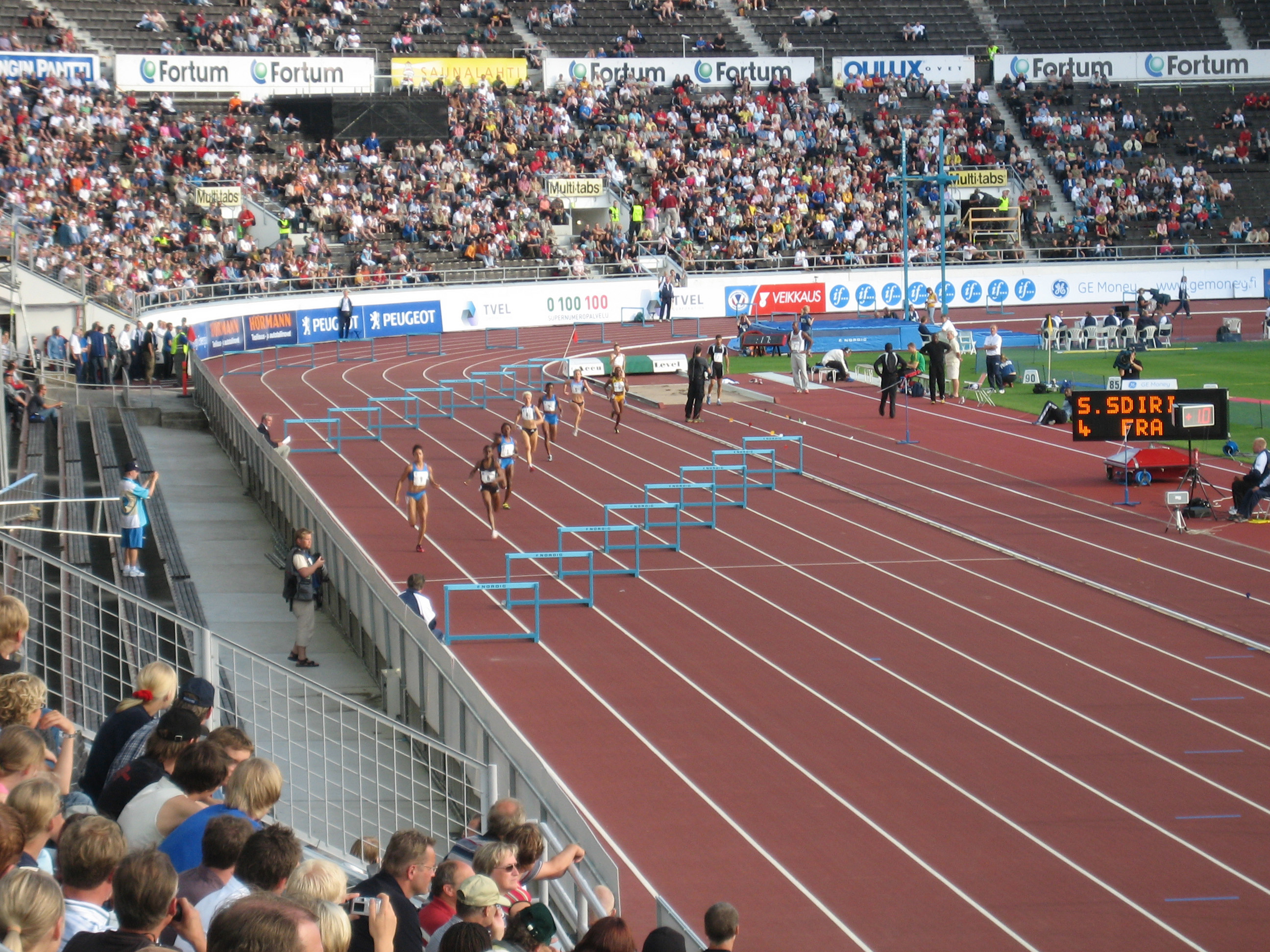
Női 400 méteres gátfutás Helsinkiben, az Olimpiai Stadionban

Az atlétika futó, gyalogló, ugró és dobó vagy lökő sportágak összefoglaló elnevezése. A szó az ógörög athlon (görög betűkkel αθλόν) szóból származik, melynek jelentése „díjért folyó harc”. E díjazásos versenyeken az ókori görögök általában a mai könnyű- és nehézatlétikához tartozó sportágakat űzték, amelyek az egyéni erőnlétet és gyorsaságot, a harc legfontosabb kellékeit igénylik.Az atlétika napjainkban is az egyik legnépszerűbb és legszélesebb körben űzött sportág, amely az olimpiai játékok egyik alappillére. 

## Története
I. e. 776: az első ókori olümpiai (olimpiai) játékokon csak egyetlen atlétikai szám, a stadionfutás  szerepelt.
1850-ben rendezték meg az első nyilvános atlétikai versenyt Oxfordban.
1896-ban az első újkori olimpia Athénban volt, ahol a maratonon Szpirídon Luísz lett a győztes. 1912-ben alakult meg a Nemzetközi Amatőr Atlétikai Szövetség (IAAF).
1934-ben rendezték meg az I. Európa-bajnokságot Torinóban.
1955-ben Iharos Sándor világcsúcsot állított fel 1500 m-től 10 000 m-ig, összesen hét távon.
1966-ban a 8. Európa-bajnokságot Budapesten, a Népstadionban rendezték. 1970-ben Bécsben rendezték az első fedett pályás atlétikai Európa-bajnokságot.
1983-ban megrendezték az első atlétikai világbajnokságot Helsinkiben. Carl Lewis három aranyat nyert.
- 1985: Párizsban rendezték az első IAAF fedett pályás atlétikai világjátékokat, amiből kinőtt a fedett pályás világbajnokság.
- 1989: Fedettpályás világbajnokság Budapesten.
- 1991: A tokiói világbajnokságon Mike Powell 895 cm-rel győzött távolugrásban, amivel megdöntötte Bob Beamon korszakos csúcsát.
- 1996: Carl Lewis távolugrásban sorozatban negyedik olimpiai bajnoki címét nyerte. Pályafutása során kilenc olimpiai aranyat, egy ezüstöt, a világbajnokságokon hat aranyérmet, egy ezüstöt és egy bronzot nyert. 2 évvel később ismét Európa-bajnokságot rendeztek Budapesten, a Népstadionban.

2004-ben fedett pályás világbajnokság volt Budapesten.

## Versenyszámai
Az alábbi versenyszámok az IAAF (és a tagszervezetek) legrangosabb viadalainak, azaz a szabadtéri világversenyeknek (olimpia, világbajnokság, kontinensbajnokságok) a versenyszámai. Egyéb versenyszámok ezeken a világversenyeken nem, de más atlétikai versenyek műsorán gyakran szerepelnek.

### Futószámok
- Síkfutás: 100 m, 200 m, 400 m, 800 m, 1500 m, 3000 m, 5000 m, 10 000 m, maraton, 4x100 m váltó, 4x400 m váltó
- Gát-, akadályfutás: 100/110 m gát, 400 m gát, 3000 m akadály

### Gyaloglószámok
- Női: 20 km, 35 km
- Férfi: 20 km, 35 km

### Ugrószámok
- távolugrás, hármasugrás, magasugrás, rúdugrás

### Dobószámok
- gerelyhajítás, súlylökés, diszkoszvetés, kalapácsvetés

### Összetett atlétikai versenyszámok
- Hétpróba (100 m gátfutás, magasugrás, súlylökés, 200 m síkfutás, távolugrás, gerelyhajítás, 800 m síkfutás)
- Tízpróba (100 m síkfutás, távolugrás, súlylökés, magasugrás, 400 m síkfutás, 110 m gátfutás, diszkoszvetés, rúdugrás, gerelyhajítás, 1500 m síkfutás)

## Korosztályok és versenyszámok
- Gyermek: U10 (9 alattikor), U12 (10–11 év)
- Újonc: U14 (13 év)
- Serdülő: U16 (14–15 év)
- Ifjúsági: U18 (16–17 év)
- Junior: U20 (18–19 év)
- U23: (20–21 év)
- Felnőtt: (22 év felett)

## Hazai atlétikai egyesületek
- Budapesti egyesületek:
- III. kerületi TVE
- Budaörsi DSE
- Budafoki MTE
- GEAC
- Csepeli DAC
- UTE
- FTC Atletika szakaga
- BEAC
- Budapesti Honvéd Atlétika Szakosztály
- Központi Sport Iskola Atlétika
- Ikarus BSE Atlétika
- Győri Egyesületek:
- Győri Atlétikai Club
- Futóbarátok Egyesület (Győr)
- Horn-Bercsényi DSE (Győr)
- Más egyesületek:
- PVSK
- Szegedi TITAN Atletikai Klub
- Zalaszám-ZAC
- ARAK UP Akadémia
- Reménység Vác
- Merkapt Maraton Team SE
- Békéscsabai Atlétikai Klub
- Veszprémi Atlétikai klub
- Kaposvári Atlétikai Club
- Nyíregyházi Vasutas Sport Club Atlétikai szakosztálya
- Szekszárdi AK SE
- Szolnoki MÁV SE
- Hajdúböszörményi TE
- DEAC Debreceni Egyetemi Atlétikai Club
- Delfin SE
- Albertirsai SE
- Tatabányai Sport Club (TSC-Geotech)
- Keszthely VDSE
- SVSE (Sportolj Velünk Sport Egyesület) Veszprém
- Soproni Atlétikai Club (SAC)
- Kisvárdai Atlétikai Centrum
- 0Mezőtúri AC
- Szegedi RSC
- KARC
- Pápai Atlétikai Klub
- Kunszentmártoni TE (KUTE, majmok)
- Trion SC
- SzVSE (Szegedi Vasutas Sport Egyesület)
- Veresegyház VSK
- Cserkeszőlői SE (Csese, Verebek)
- Szombathely SI (SzoSI)